# Rugby (Dakota del Nord)
Rugby è un centro abitato (city) degli Stati Uniti d'America, capoluogo della Contea di Pierce nello Stato del Dakota del Nord. Nel censimento del 2000 la popolazione era di 2.939 abitanti. La città è stata fondata nel 1886.

## Geografia fisica

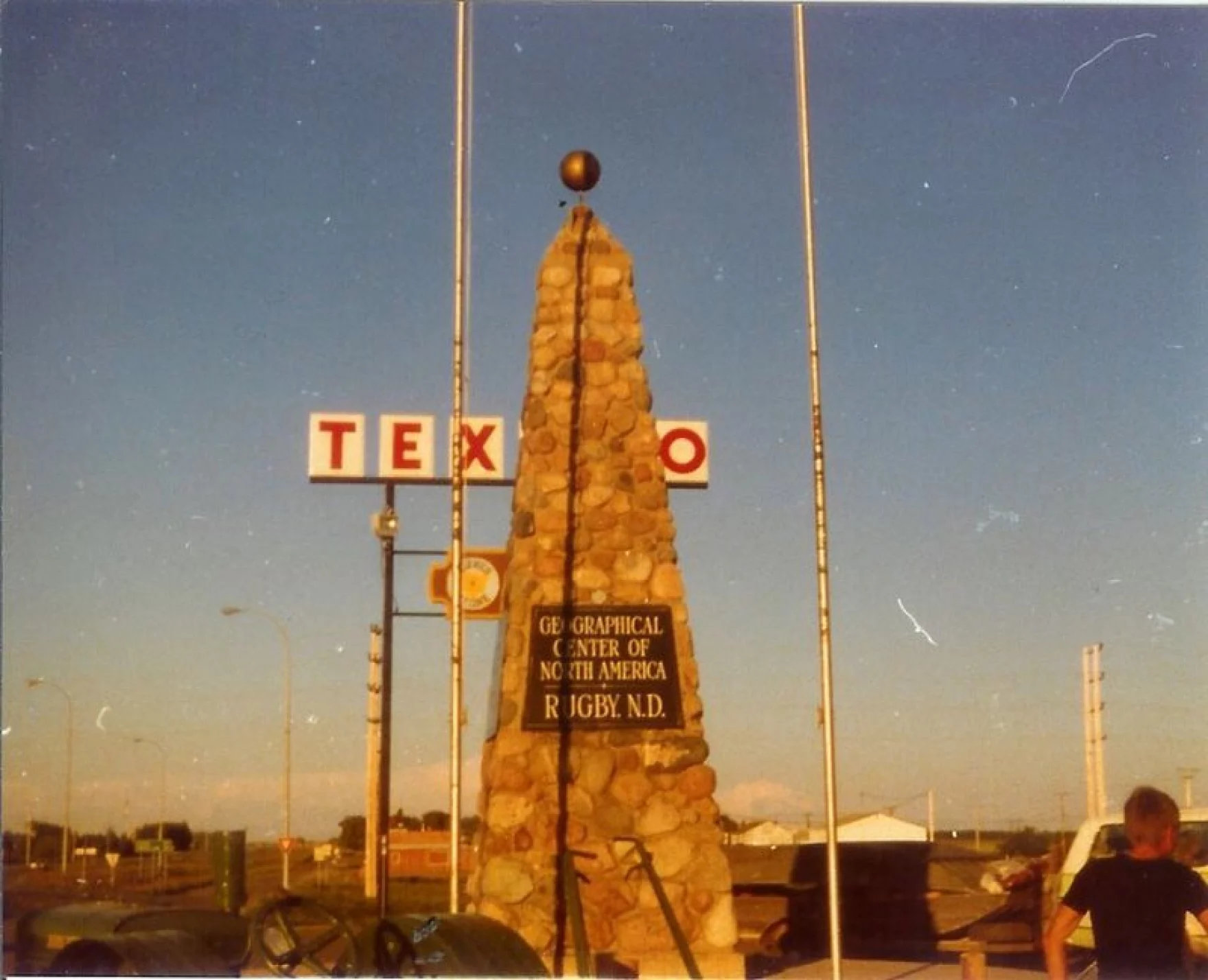
Obelisco indicante il centro dell'America.

Secondo i rilevamenti dell'United States Census Bureau, la località di Rugby si estende su una superficie di 5,00 km², tutti occupati da terre. Il luogo è noto per il fatto di essere la città più vicina al centro geografico del Nordamerica e, per commemorare ciò, è stato innalzato un monumento con le bandiere di Canada, Stati Uniti e Messico.

## Popolazione
Secondo il censimento del 2000, a Rugby vivevano 2.939 persone, ed erano presenti 765 gruppi familiari. La densità di popolazione era di 586 ab./km². Nel territorio comunale si trovavano 1.434 unità edificate. Per quanto riguarda la composizione etnica degli abitanti, il 98,04% era bianco, l'1,02% era nativo e lo 0,37% proveniva dall'Asia. Lo 0,03% apparteneva ad altre razze, mentre lo 0,48% a due o più. La popolazione di ogni razza ispanica corrispondeva allo 0,44% degli abitanti.
Per quanto riguarda la suddivisione della popolazione in fasce d'età, il 23,1% era al di sotto dei 18, il 5,4% fra i 18 e i 24, il 23,1% fra i 25 e i 44, il 20,2% fra i 45 e i 64, mentre infine il 28,1% era al di sopra dei 65 anni di età. L'età media della popolazione era di 44 anni. Per ogni 100 donne residenti vivevano 86,8 maschi.